# Jaume Galobardes
Jaume Galobardes (Santa Coloma de Gramenet 1776-1863) fou un pagès i tractant de vins. Considerat com un pagès il·lustrat, l'any 1817 va iniciar la redacció d'una crònica del dia a dia de la Santa Coloma de l'època. Iniciada a les darreries del segle xviii, la crònica seria ampliada per diversos dels seus mateixos descendents. Les últimes referències escrites daten de l'any 1990.

## El Llibre de Jaume Galobardes

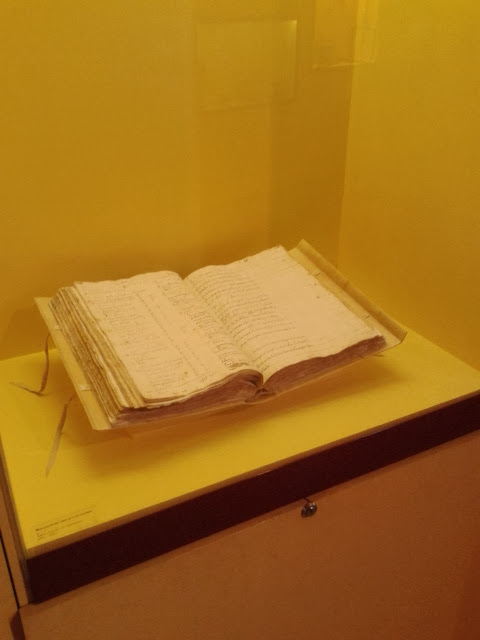
Llibre de Jaume Galobardes exposat al Museu Torre Balldovina.

L'any 1817 Jaume Galobardes va iniciar la redacció d'una crònica del fets que succeïen al seu entorn així com tot allò que ell sabia, escoltava, recordava o llegia. Igualment s'hi poden resseguir els efectes de conflictes europeus, notícies de pobles de l'entorn, preus de productes, costums, famílies, consells per als cultius, anècdotes, etcètera.
Mort Jaume Galobardes, el llibre seria continuat pel seu fill Joan. Finalment, les darreres anotacions són d'un dels últims descendents de la nissaga: Miquel Arús i Galobardes, l'any 1990. El resultat, doncs, és un llibre que ens permet conèixer la vida a Santa Coloma de Gramenet des de finals del segle xviii, ja que Jaume Galobardes arriba a fer memòria dels seus primers records, fins a les darreries del segle xx.
Es poden diferenciar dues parts dins el mateix llibre: una primera part dedicada a oracions i pregàries de caràcter religiós que mostren la religiositat de l'autor; i una segona part dedicada a relatar els fets més immediats del dia a dia del seu entorn més immediat.
Actualment el llibre de Jaume Galobardes es troba exposat al Museu Torre Balldovina. Va ser cedit pel senyor Miquel Arús. S'han realitzar diversos treballs d'estudi sobre el mateix llibre, com és el cas de Joan Vilaseca i Segalés de l'any 1973 o més recentment, quan va ser restaurat per a la seva exposició, moment en què se'n va realitzar una edició transcrita al català actual.